# Ophionyssus javanensis
Ophionyssus javanensis  (лат.) — вид клещей семейства Macronyssidae из отряда Mesostigmata (Dermanyssoidea). Встречаются в Индонезии (остров Ява). Эктопаразиты ящериц.

## Описание
Мелкие клещи, длина тела менее 1 мм (длина идиосомы самок 687 мкм, ширина 440 мкм). Передний спинной щиток покрыт 12 парами щетинок. 
Имеют только два спинных щитка у самок (крупный головогрудной и мелкий округлый пигидиальный) и один у самцов. Паразитируют на ящерицах семейства Сцинковые.